# Varma tridens
Varma tridens är en insektsart som beskrevs av William Lucas Distant 1906. Varma tridens ingår i släktet Varma och familjen Tropiduchidae. Inga underarter finns listade i Catalogue of Life.